# Chiesa di Santa Maria Maddalena (South Marston)
La chiesa di Santa Maria Maddalena (in inglese St Mary Magdalene Church) è la chiesa parrocchiale anglicana che si trova a South Marston, villaggio e parrocchia civile nella contea del Wiltshire che si trova nel Borgo di Swindon, Sud Ovest dell'Inghilterra, Regno Unito. Il luogo di culto risale all'XI secolo, rientra nella diocesi di Bristol ed è considerato un monumento classificato di prima categoria per il suo particolare interesse storico e architettonico.

## Storia

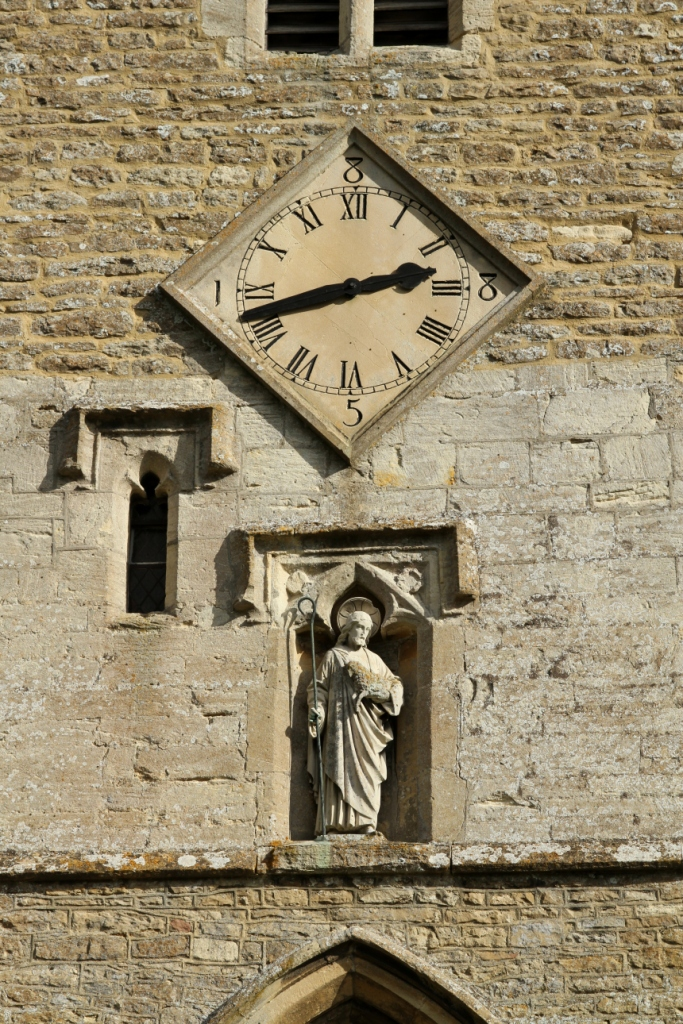
Facciata della torre con quadrante dell'orologio e nicchia con la statua raffigurante il Salvatore

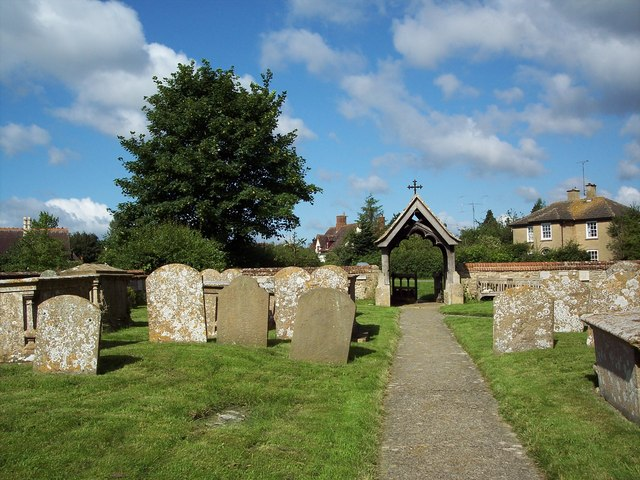
Cimitero della comunità attorno alla chiesa

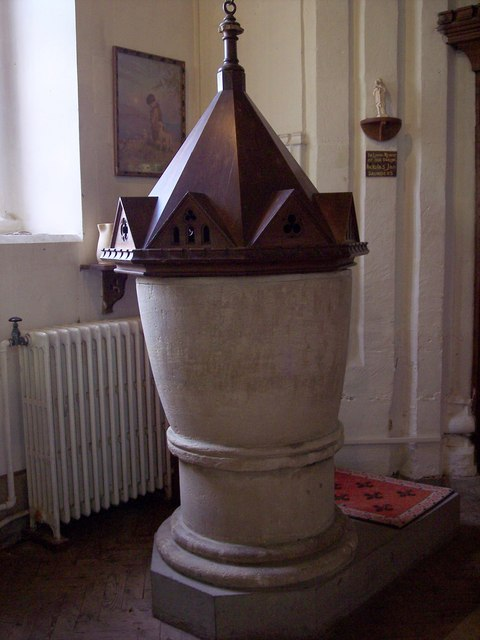
Fonte battesimale

La chiesa parrocchiale anglicana è stata edificata nell'XI secolo secondo lo stile romanico-normanno. Il presbiterio è stato costruito nel XIII secolo e una navata del XV secolo. Il transetto è del XIX secolo e fa parte dei restauri del 1886 voluti da John Belcher.

## Descrizione
L'English Heritage ha inserito dal 26 gennaio 1955 la chiesa di Santa Maria Maddalena di South Marston tra gli edifici storici come monumento classificato di prima categoria col numero 1023403. La chiesa appartiene alla diocesi di Bristol.

### Esterni
La chiesa parrocchiale anglicana è stata edificata nella parte nord orientale dell'abitato di South Marston ed è un esempio di architettura romanico-normanno, edificata in conci di pietra ed arricchita di decorazioni. La tozza torre campanaria è posta a occidente e culmina con un parapetto merlato e quattro pinnacoli ai lati. Sulla facciata della torre è posta una grande finestra in stile gotico inglese rifatta durante il XIX secolo sopra la quale sono posti, in asse, la nicchia con la statua raffigurante il Salvatore e l'orologio col quadrante quadrato in diagonale e, di fianco, una finestrella. La sacrestia si trova a nord-est. La copertura del tetto è in tegole di pietra. Attorno alla chiesa c'è l'ampio cimitero della comunità.

### Interni
La navata centrale si sviluppa su quattro campate in stile gotico inglese con finestre a due luci a testa piatta. Il presbiterio a due campate è del XIII secolo con finestra a lancetta a est. La porta occidentale in stile gotico con grande finestra a tre luci a ovest. Il fonte battesimale è a forma di vaso, in pietra, con la copertura a forma piramidale in legno. Nella sala vi sono alcune lapidi e monumenti funebri.